# ズビ
ズビ Zby はポルトガルのロウリニャン累層のジュラ紀後期キンメリッジ階から発見された竜脚類・トゥリアサウルス類に分類される恐竜の絶滅した属の一つ。属名はロシア生まれでポルトガルの地質学と古生物学に貢献したギオルギィ・スビセウスキへの献名である。

## 記載

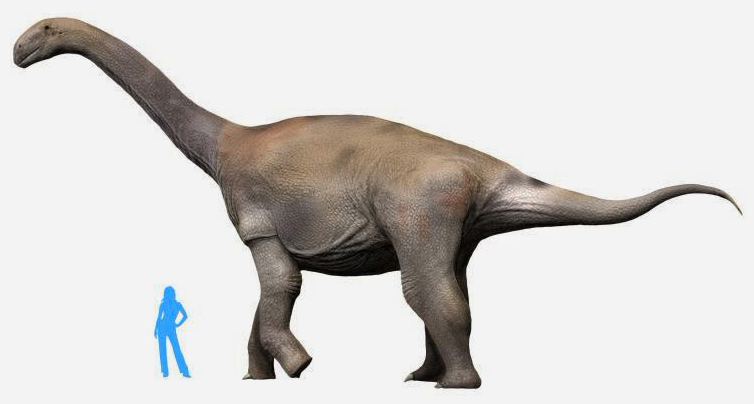
ズビ・アトランティクスの生体復原図およびサイズ比較

ズビはズビ・アトランティクス（Zby atlanticus）を模式種として2014年にオクタビオ・マテウスらによって記載された。 ホロタイプのみによって知られ、それはほぼ連結した部分骨格であり、完全な歯根、頚椎の断片、血道弓、そしてほぼ完全な右の肩帯と前肢から成る。ズビは腹側稜の高さにある上腕骨上の突出した隆起等、四つの固有派生形質により他の竜脚類と区別される。その歯の近位端が前後に極端に短いことから、スペインのほぼ同時期の堆積物から発見されているトゥリアサウルスと近縁であることが示唆されている。橈骨の遠位端の外側半分にはっきりした面取り等、いくつかの前肢の特徴はズビとトゥリアサウルス・リオを区別するものである。ほとんどの他の解剖学的特徴は、ズビが新竜脚類ではないことを示唆している。